# 摩梭河街道
摩梭河街道，是中华人民共和国四川省攀枝花市西区曾经下辖的一个街道。

## 行政区划
摩梭河街道下辖以下地区：
太平社区、畔海社区、三十九社区和摩梭河社区。